# Lilies Handayani
Lilies Handayani (Surabaya, 15 de abril de 1965) é uma arqueira indonésia, medalhista olímpica.

## Carreira
Lilies Handayani representou seu país nos Jogos Olímpicos em 1988, ganhando a medalha de prata por equipes em 1988. 